# Terra Mítica

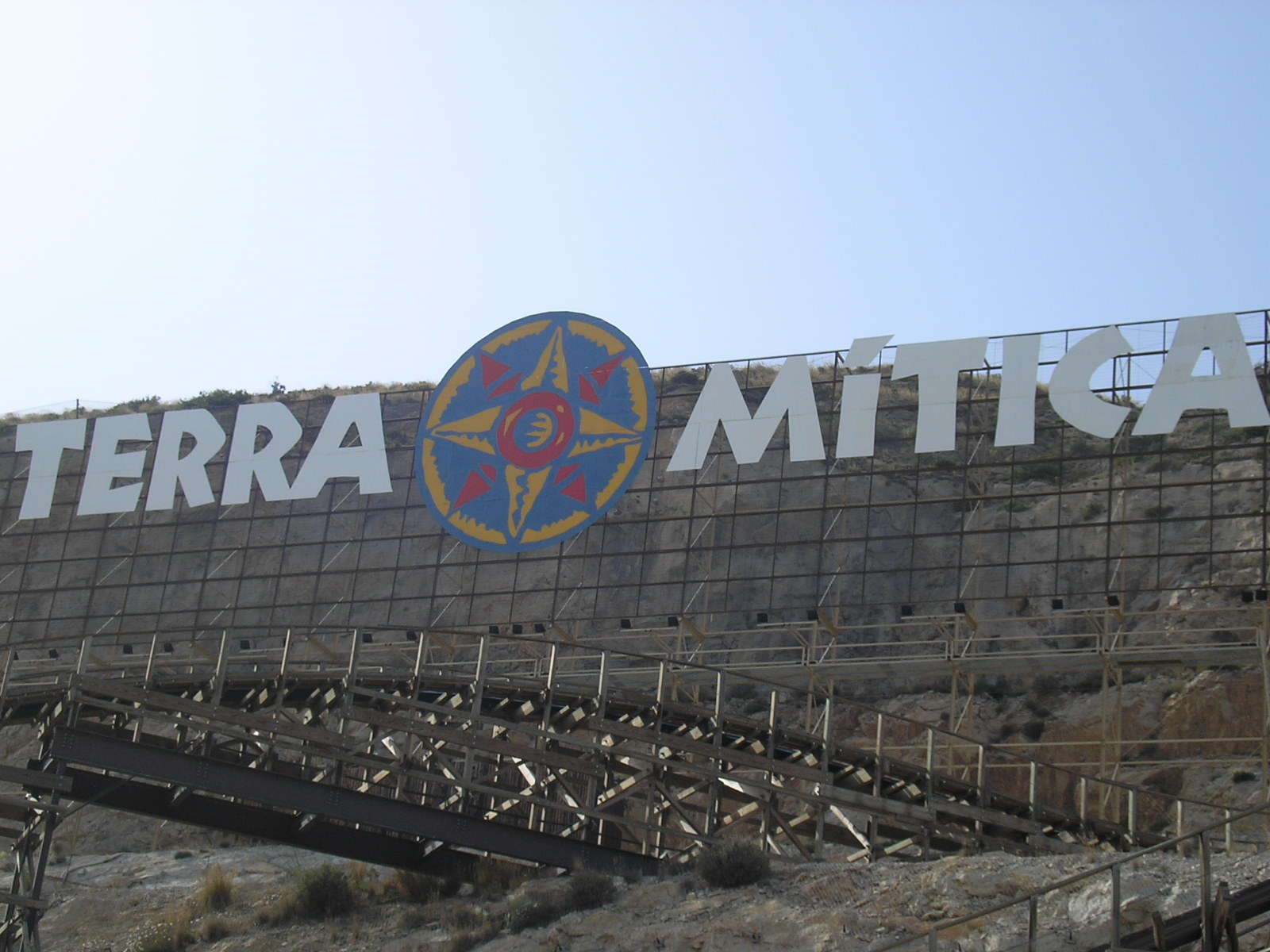
Logo di Terra Mítica

Terra Mítica è un parco di divertimento tematico, situato a Benidorm, in Spagna. Il parco è composto da 5 zone: Egitto, Grecia, Roma, Iberia e Le Isole (greche). Nel 2000, anno in cui venne inaugurato, la Paramount acquistò gran parte delle quote di partecipazione, cosicché il parco venne rinominato commercialmente Paramount Parks Terra Mítica. A partire dal 2004, in seguito al rilascio delle quote detenute dalla Paramount, la gestione del parco è a carico della Comunità Valenciana, che sta sviluppando attualmente nuove attrazioni da aggiungere a quelle già esistenti.
Il parco è aperto al pubblico dal 24 marzo al 5 novembre. L'orario di apertura va dalle 10:00 alle 22:00 da marzo fino a metà giugno e da metà settembre fino a novembre, mentre nel periodo estivo (da metà giugno fino a metà settembre) il parco chiude alle 01:00 del giorno successivo.
Aggiornamento apertura 2016: dal 31 maggio al 28 agosto.

## Strutturazione del parco
L'area su cui sorge Terra Mítica è divisa in 5 zone. Ogni zona ha per tema un popolo delle antiche civiltà del Mediterraneo ed è caratterizzato da attrazioni e spettacoli che li rievocano. Qui di seguito viene fornito l'elenco completo.

### Egitto - I misteri geometrici dei faraoni

#### Attrazioni

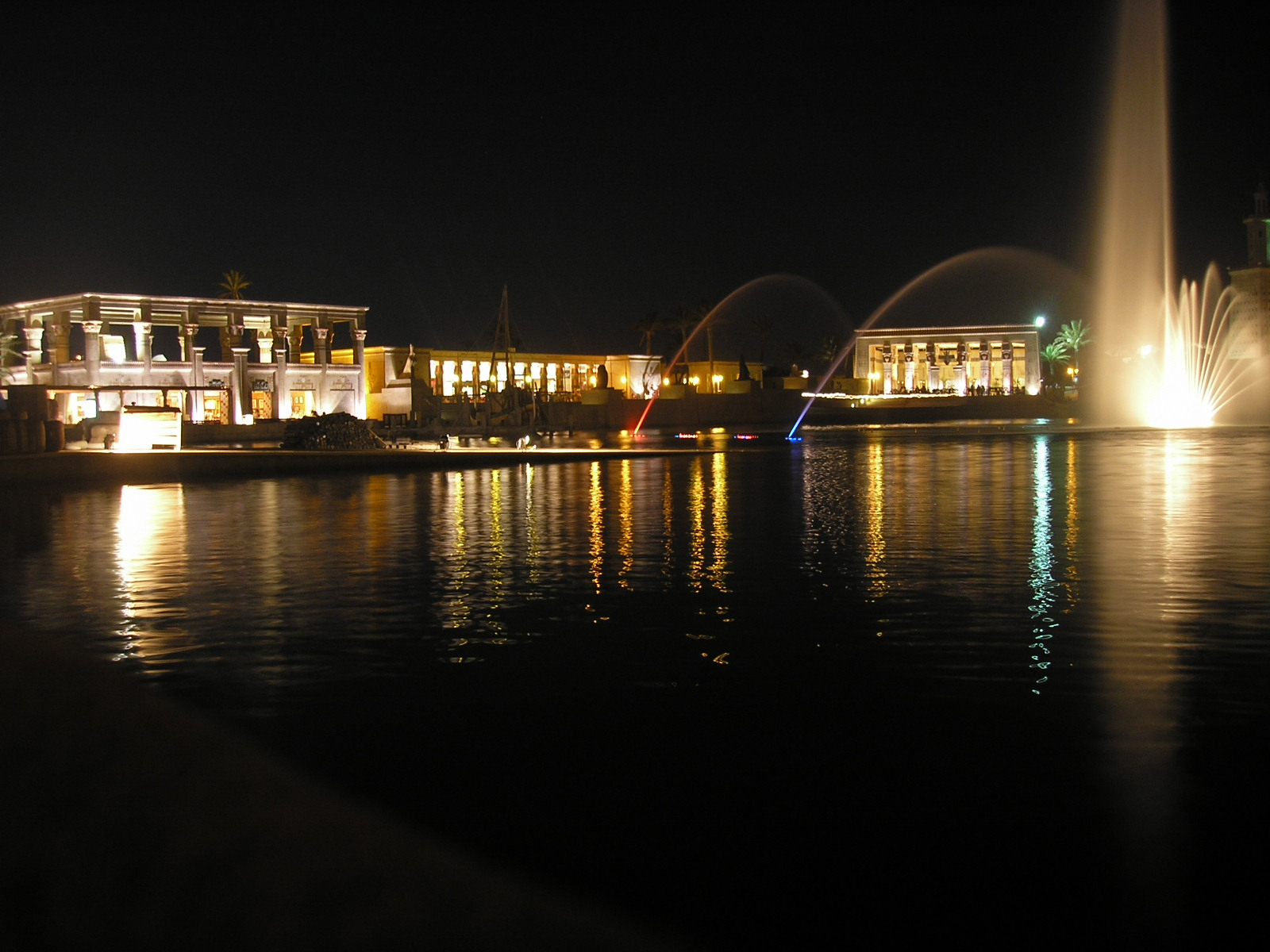
La zona Egitto di notte

- Porto di Alessandria
- Cataratte del Nilo
- Akuatiti
- Piramide del Terrore
- Area di tiro di Cheope

#### Spettacoli
- Danze di Karnak
- Mitic e Fakir
- Animaciones Terroríficas

### Grecia - Emozioni olimpiche e valore ateniese

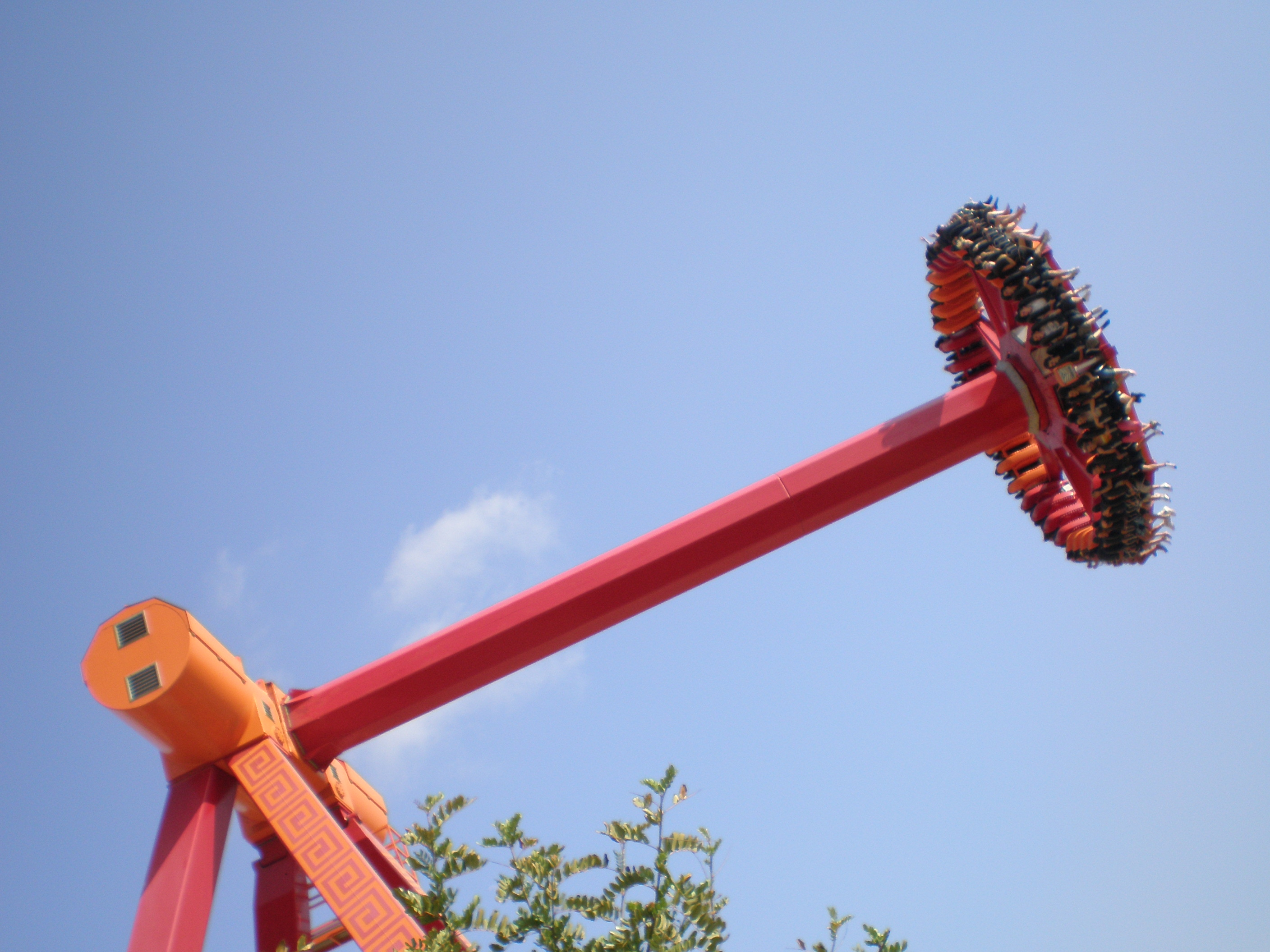
SynKope

#### Attrazioni
- Il Labirinto del Minotauro
- Il Tempio Perduto
- La Furia di Tritone
- Gli Icari
- Alucinakis
- Arriarrix
- Synkope

#### Spettacoli
- Il Fuggitivo
- Il Venditore Magico
- Il Sogno delle Naiadi

### Roma - L'impero più spettacolare

#### Attrazioni
- Magnus Colossus: è una montagna russa di legno, lunga 1149,7 metri ed alta 36,3 metri, dove si viaggia per 2 minuti a 100 km/h; è l'unica al mondo che possiede il double drop (discesa doppia).
- Il Volo della Fenice: torre di caduta libera alta 60 metri; impiega circa 3 secondi ad effettuare la discesa.
- Inferno
- Vertigum
- Torbellinus
- Tentaculus
- Ayquesustus
- Serpentinus
- Rotundus

#### Spettacoli
- Secutor Vindicatir
- Arriva una Principessa
- Il corteo di Cesare
- Mac Nificus, il Gladiatore
- Teatro di Titeres
- Marionette Reali
- Mitic

### Iberia - Velocità nella spiaggia più vicina

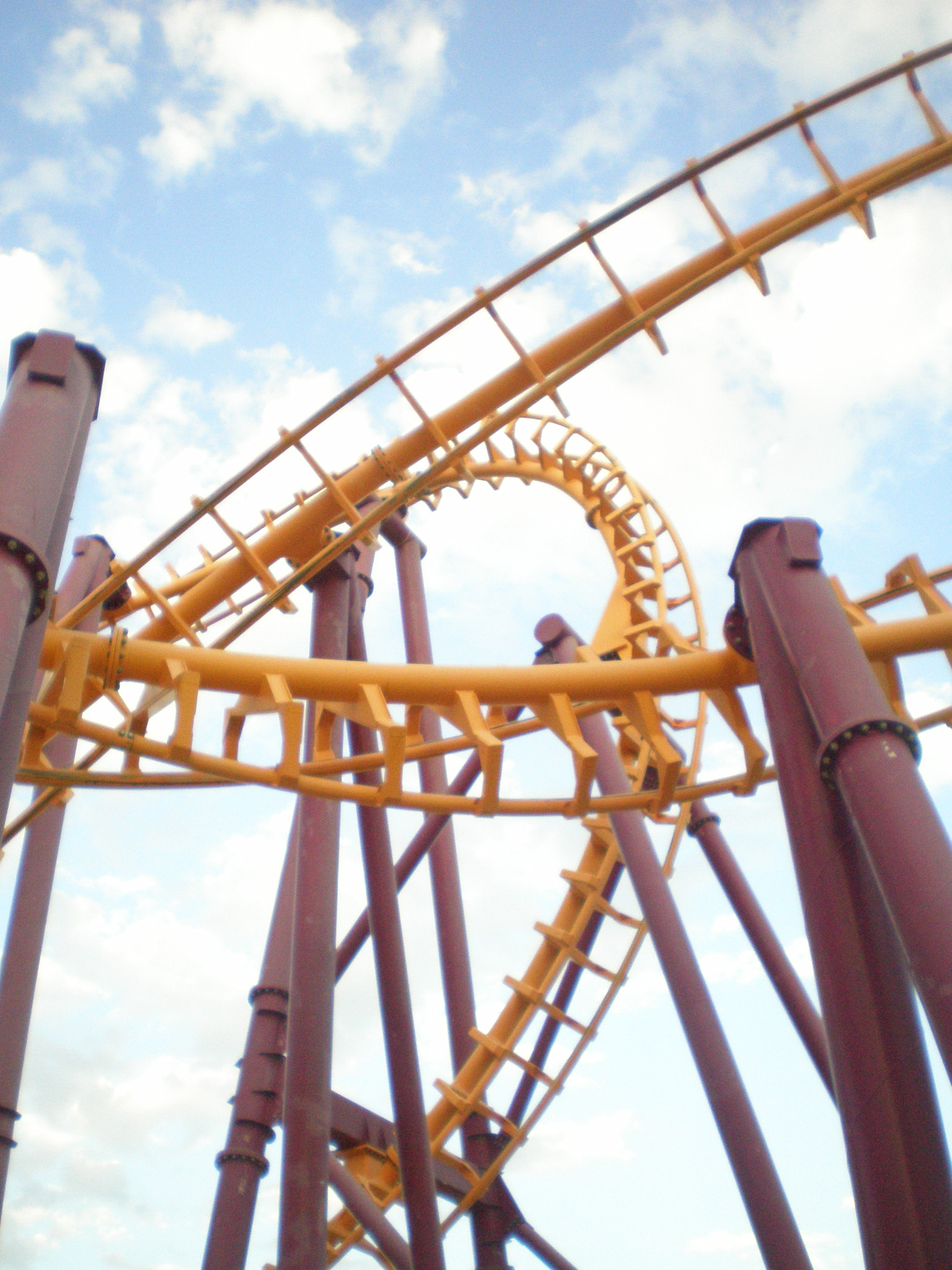
Tizona

#### Attrazioni
- Il Treno Bravo
- Arieti
- Tizona
- El Moll
- Jabato

#### Spettacoli
- Le Visioni di Colombo
- Il Torneo
- Radici. Il Cavallo Spagnolo

### Le Isole - Il centro rinfrescante del divertimento

#### Attrazioni
- Il Salvataggio di Ulisse
- Mithos
- Le Rapide di Argo
- Nintendo Polis

#### Spettacoli
- Il Cuore di Samo
- Gocce del Mar Egeo
- Teleskopikos

## Curiosità
- Le mascotte ufficiali del parco sono tre: Mitic (un ippopotamo), La Rana (una rana) e Babà (un dromedario).
- Nei primissimi anni di vita, Terra Mítica è stato lo sponsor ufficiale del Valencia.